# ДБ-3
ДБ-3 — радянський двомоторний дальній бомбардувальник передвоєнного періоду і часів Другої світової війни. Розроблений в ОКБ-З9 під керівництвом Сергія Володимировича Іллюшина.
Літак складав основу радянської авіації далекої дії в передвоєнні роки, але вже застарів на її початок. Проте глибока модернізація ДБ-3 — ДБ-3Ф, який отримав пізніше отримав позначення Іл-4, став одним з наймасовіших радянських бомбардувальників.

## Історія створення
29 серпня 1934 начальник Управління повітряних сил РСЧА Яків Алксніс затвердив тактико-технічне завдання на ближній бомбардувальник, розробку якого доручили конструкторському бюро заводу № 39. На літаку планувалося використовувати ліцензійні копії моторів Гном-Рон «Містраль» К-14 і Райт «Циклон» R-1820F-3. У першому варіанті планувався пасажирський літак на 12 пасажирів, мотори отримали радянське позначення М-85. Бомбардувальник ББ-2 в був аналогом пасажирської машини розраховуваною на доставку 500 кг бомб на відстань до 1500 км із середньою швидкістю 230—240 км/год. Роботи на військовому варіанту йшли значно швидше, ніж з цивільним, зважаючи на конкуренцію з боку Туполева (літак СБ) і Сухого (літак АНТ-37). Перший екземпляр літака, зважаючи стислість термінів, вирішили будувати за спрощеною технологією, з цільним фюзеляжем і металевим крилом, без озброєння. Машина отримала позначення ЦКБ-26.
Починаючи з перших польотів і далі машини випробував Володимир Коккінакі. Літак перевершив найсміливіші очікування і навіть дозволяв виконувати петлю Нестерова. На ньому було встановлено п'ять світових рекордів. Все це визначило подальшу долю літака, і в грудні 1935 року вийшла постанова про подальшу розробку літака — суцільнометалевого швидкісного бомбардувальника далекої дії БДР, майбутнього ЦКБ-30, який вже 31 березня 1936 року здійснив випробувальний політ.
Влітку 1936 року другий прототип ЦКБ-30 з повним комплектом озброєння надійшов на випробування. Через декілька аварій випробування затягнулись, однак, не чекаючи завершення випробувань, літак запустили в серію під найменуванням ДБ-3С. Офіційно випробування були завершені тільки в травні 1937 року, коли вже були готові перші серійні літаки. Терміново з заводу № 39 зняли всі невиконані замовлення і розгорнули виробництво ДБ-3. У такому ж темпі перепрофілювали воронезький завод № 18. У 1938 році виробництво ДБ-3 почав 126-й завод у Комсомольську-на-Амурі. Надалі, в 1942—1943 роках літаки випускав і московський завод № 23.
У червні 1938 року на спеціально підготовленому ЦКБ-30 «Москва» був виконаний безпосадковий переліт за маршрутом Москва (Чкаловський) — Спаськ-Дальній. Через рік на цій же машині був виконаний безпосадковий переліт до Канади. У 1940 році на 39-му заводі були побудовані дві машини ЦКБ-30Н-1 і ЦКБ-30Н-2 для встановлення рекордів дальності жіночими екіпажами.
Для групового прикриття далеких бомбардувальників було вирішено переробити ДБ-3 на винищувач супроводу, для чого в передню і задню турелі встановили гармати ШВАК і додали нижню підфюзеляжну турель з кулеметом ШКАС. Дослідна машина з заводським номером 3018002 отримала позначення ЦКБ-54. Але через незадовільні результати держвипробувань машину повернули на доопрацювання. На озброєння ЦКБ-54 так і не прийняли.
У 1938 році літаками ДБ-3 були озброєні три повітряні армії. У 1940 році літаки ДБ-3 використовувались в бойових діях радянсько-фінської війни, де проявили велику складність в експлуатації, високу аварійність, недостатнє оборонне озброєння і цілий ряд інших недоліків. Це прискорило роботи над глибокою модернізацією машини, яка отримала позначення ДБ-3Ф, більше відома як Іл-4.

## Модифікації літака

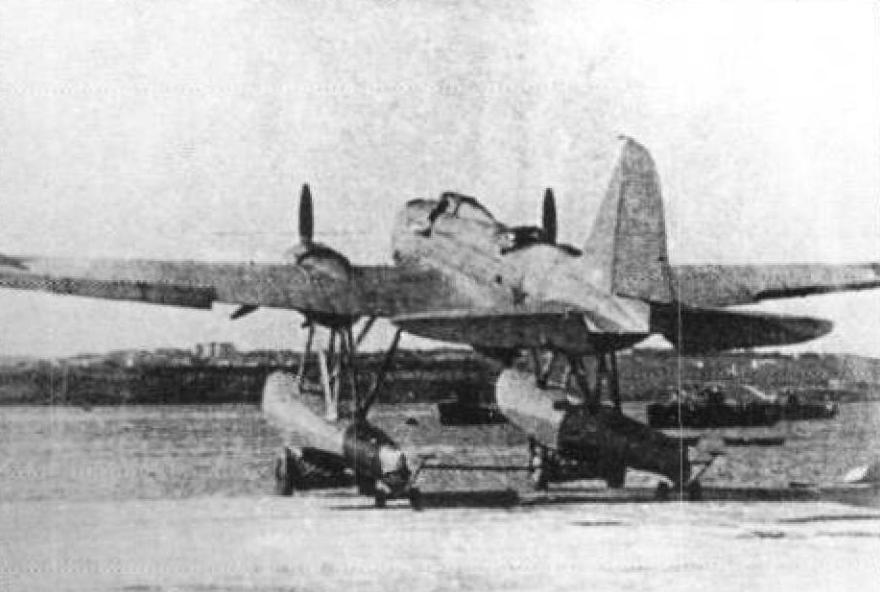
Поплавковий торпедоносець ДБ-3ТП

- ЦКБ-26 — дослідний швидкісний бомбардувальник (1 прототип, 1935 року.)
- ЦКБ-30 — дослідний передсерійний дальній бомбардувальник (1 прототип, 1936 року.)
- ДБ-3 (ДБ-3С) — перша серійна модифікація, оснащувалась двигунами М-85 потужністю 850 к.с. Маса бомбового навантаження — 1000 кг, захисне озброєння — 3 кулемети ШКАС — по одному в носовій, верхній і нижній установках. (випускався з 1936.)
  - ДБ-3А[Вин. 1] — серійний літак з двигунами М-86 потужністю 960 к.с. (випускався з 1938 року.)
  - ДБ-3Б[Вин. 1] — серійний літак з двигунами М-87А/Б потужністю 950 к.с., від'ємними консолями крила, зміненим склінням кабіни штурмана, новим ліхтарем кабіни пілота, посиленим шасі, бронезахистом, частковим захистом бензобаків. Частина літаків у 1940–1941 роках була перероблена під нові турелі МВ-3 та МВ-2. (випускався з 1939 року)
- ДБ-3Т — торпедоносна модифікація. Міг нести авіаційні торпеди 45-36-АН або 45-36-АВ, або міну АМГ-1. На літаку розміщувалася одна торпеда чи міна на зовнішньому підфюзеляжному тримачі Т-18. Міг переобладнуватися у звичайний бомбардувальник. (виготовлявся з 1039 року)
- ДБ-3ТП — торпедоносець поплавковий, 1938. Виготовлена і випробувана одна дослідна машина.
- ЦКБ-54 — літак супроводу («повітряний крейсер»), 1938. На озброєння не приймався.
- ДБ-3М — модернізований літак з новою кабіною, шасі, паливною системою з м'якими баками, більшою площею крила. Передбачалася установка моторів М-88, через неготовність яких на літаки встановили старі М-87Б.

## Тактико-технічні характеристики

|                       |                       | ДБ-3          | ДБ-3А         | ДБ-3Б         |
| --------------------- | --------------------- | ------------- | ------------- | ------------- |
| Довжина               | Довжина               | 14,22 м       | 14,22 м       | 14,22 м       |
| Висота                | Висота                | 4,19 м        | 4,19 м        | 4,19 м        |
| Розмах крил           | Розмах крил           | 21,44 м       | 21,44 м       | 21,44 м       |
| Площа крил            | Площа крил            | 65,6 м²       | 65,6 м²       | 65,6 м²       |
| Маса                  | пустого               | 4446 кг       | 4677 кг       | 5080 кг       |
| Маса                  | спорядженого          | 6802 кг       | 6978 кг       | 7443 кг       |
| Двигуни               | Двигуни               | 2 × М-85      | 2 × М-86      | 2 × М-87      |
| Потужність            | Потужність            | 2 × 850 к. с. | 2 × 960 к. с. | 2 × 950 к. с. |
| Максимальна швидкість | Максимальна швидкість | 390 км/год    | 395 км/год    | 428 км/год    |
| Дальність польоту     | Дальність польоту     | 4000 км       |               | 4200 км       |
| Практична стеля       | Практична стеля       | 8400 м        | 8300 м        | 9600 м        |
| Час підйому на 4000 м | Час підйому на 4000 м | 15,1 хв       | 12,85 хв      | 12,1 хв       |

## Експлуатація та бойове застосування

### Рекордні польоти
Доопрацьовані дослідні машини ЦКБ-30Н-1 і ЦКБ-30Н-2 у 1938—1940 роках поставили низку світових рекордів:
- 27 — 28 червня 1938 року на літаку ЦКБ-30Н-1 «Москва» екіпаж у складі льотчика Володимир Коккінакі і штурмана Олександра Бряндинського здійснив безпосадковий переліт за маршрутом Москва — Далекий Схід (місто Спаськ-Дальній, Приморський край) протяжністю 7580 кілометрів (6850 кілометрів по прямій).
- 27 липня 1940 року на літаку ЦКБ-30Н-2 «Україна» був здійснений переліт в складі жіночого екіпажу (перший пілот — Марія Нестеренко, другий пілот — Марія Михальова, штурман — Ніна Русакова) за маршрутом Хабаровськ — Львів (за 22,5 години льотчиці подолали шлях близько 7000 км).

### Військове застосування
За підсумками перших двох років експлуатації літака ДБ-3 в грудні 1938 року представниками ВПС зазначалося, що незважаючи на повну відповідність характеристик літака заявленим тактико-технічним вимогам, машина виявилася надзвичайно складною в експлуатації, мала багато виробничих дефектів. Літак мав традиційне для тих років заднє центрування, в польоті був нестійкий. Крім того відзначався довгий розбіг (до 800—1000 м при злітній вазі 8500-9500 кг) і складність витримування курсу зльоту, тенденція до правого розвороту. Тому літак впроваджувався доволі повільно, і 15 березня 1938 року в військових частинах було тільки 52 ДБ-3, але до кінця року на ДБ-3 літали 8 полків, з них 5 повністю укомплектовані.
Перший бойовий виліт ДБ-3 відбувся літом 1939 року в Китаї, куди було перекинуто 24 літаки з радянськими екіпажами. Вони використовувались для бомбардувань в глибокому тилу японських військ. Найуспішнішим був наліт 3 жовтня 1939 року на базу морської авіації поблизу Ханькоу в результаті якого було знищено і пошкоджено близько 50 літаків. В лютому-травні 1939 року ці ДБ-3 були передані китайським комуністам, які оснастили ними 6-у і 10-у ескадрильї. В Китаї ДБ-3 використовувались до початку 1942 року, потім їх перевили на навчальні і допоміжні ролі.

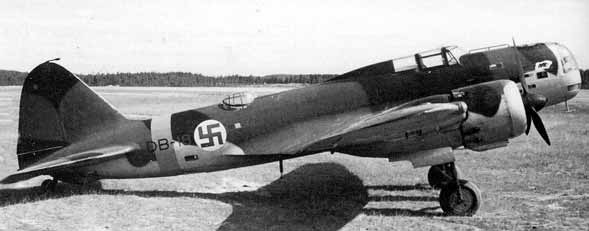
Трофейний фінський ДБ-3М

В боях на Халхин-Голі ДБ-3 не використовувались і наступні бойові вильоти вже були під час фінської кампанії. В перший день нападу, 20 листопада 1939 року, ДБ-3 з 1-го МТАП Балтійського флоту завдали ударів по порту в Гельсінкі, по берегових батареях на острові Ханко і по деяких інших цілях. З 20 грудня на фронт прибули ще 6-ї, 21-ї і 53-ї ДБАП з ДБ-3, декілька інших полків мали змішаний авіапарк (СБ і ДБ-3), загалом проти Фінляндії діяли 180 ДБ-3. Спочатку ДБ-3 діяли невеликими групами, але в лютому 1940 року бомбардувальні нальоти стали масованими: 14 лютого 95 літаків бомбили Виборг, а 17 лютого 132 ДБ-3 бомбардували залізничний вузол Антреа. За час «Зимової війни» ВПС Радянського союзу втратили 74 ДБ-3, не враховуючи втрат морської авіації. На літаки намагалися встановлювати лижне шасі. Однак лижі постійно примерзали на стоянці і навіть при зупинках на старті, і від лижного шасі відмовилися. Фінські льотчики швидко виявили у ДБ-3 «мертву зону» знизу-ззаду, і для її ліквідації було необхідно встановлювати нижню люкову кулеметну установку.
Перед початком німецько-радянської війни на заході Радянського союзу було близько 550 ДБ-3, більшість з моторами M-87 (ще декілька з М-86), ще 243 ДБ-3 входили в морську авіацію. ДБ-3 разом з Іл-4 (ДБ-3Ф) були основними літаками бомбардувальної авіації далекої дії. В перші два дні війни радянські війська намагались використовувати ДБ-3 для бомбардувань в тилу, зокрема цілями були Кенігсберг, Краків, Данціг і декілька інших міст. З 24 червня цілями стали виключно німецькі війська і транспортні об'єкти, наприклад 28-20 червня вони завдали удару по мостах на ріці Березина. Бомбардування здійснювалось з висоти близько 400 м і ДБ-3 зазнавали величезних втрат від німецьких винищувачів. На фронт було перекинуто частини з Уралу і Близького Сходу, також до бомбових нальотів залучалась морська авіація, але вони не могли компенсувати втрати і 3 липня був виданий наказ на перехід до нічних бомбардувань. Проте в критичних умовах на фронті цей наказ часто ігнорувався і до серпня близько 70 % всіх вильотів були проведені вдень. Тому до кінця 1941 року в строю на німецько-радянському фронті залишилось тільки 75 ДБ-3 (приблизно один довоєнний полк). До 1942 року на фронті їх майже не було.
Як торпедоносець ДБ-3Т майже не використовувався, більшість літаків діяли і були втрачені над землею, єдиний виліт з торпедами відбувся 12 липня 1941 року коли 24 ДБ-3Т вирушили на перехоплення конвою до Риги, але не змогли знайти ціль. Наступного дня цей конвой був все ж атакований ДБ-3, і вдалось потопити два транспорти, але торпед на літаках вже не було. В подальшому флотські ДБ-3 використовувались для встановлення мін. До 1942 року ДБ-3Т майже зникли з західних флотів, але ще залишались в складі Тихоокеанського флоту.
Хоча ДБ-3 майже зникли з радянсько-німецького фронту ще в 1943 році, вони порівняно інтенсивно використовувались в радянсько-японській війні в серпні 1945. В боях взяв участь далекосхідний 19-й бомбардувальний полк, і авіація Тихоокеанського флоту, вони завдавали ударів по укріпленнях, портах і залізниці на території Маньчхжурії, Кореї і Сахаліна.
5 ДБ-3 було захоплено Фінляндією в протягом зимової війни, один з яких був згодом переданий Німеччині для випробувань в травні 1941. Літаки було направлено в групу Lelv 46, а з листопада 1941 їх перевели в Lelv 48. В складі цієї групи ДБ-3 провели 27 бойових вильотів проти радянських військ. Коли в вересні 1944 року з Фінляндією було укладене перемир'я, в строю все ще залишався один ДБ-3, який навіть використовувався проти Німеччини, але 22 жовтня був збитий. 

## Виноски
1. 1 2  Позначення ДБ-3А і ДБ-3Б не були офіційними, в документах літак проходив як ДБ-3. Між літаками різних заводів і серій була велика кількість відмінностей.